# Teaterkriget
Teaterkriget var ett kort krig mellan Danmark-Norge och Sverige 1788–1789. Det är på norska och danska känt som Tyttebærkrigen ("Lingonkriget"). Det utspelades till största delen i Jämtland (anfallet från Norge) och Bohuslän (anfallet av norska trupper från Norge), med Göteborg som mål. Kriget inleddes av Danmark som år 1773 hade ingått i ett förbund med Ryssland att bistå landet vid ett angrepp. Svenskarna hade tidigare förklarat krig mot Ryssland den 2 juli 1788 vilket inledde det krig som blev känt som Gustav III:s ryska krig. Resultatet i kriget mot Danmark blev en svensk  taktisk seger, sedan även Storbritannien och Holstein hotat att ta strid mot Danmark.

## Förlopp

### Bakgrund
När kung Gustav III, på eget initiativ och mot författningen, år 1788 anföll Ryssland och därmed startade det så kallade Gustav III:s ryska krig uppstod en besvärlig situation för Danmark. I en traktat sluten med Ryssland 1773 hade Danmark förbundit sig att bistå med 12 000 man, sex linjeskepp och tre fregatter om Ryssland skulle bli anfallet.
Snart efter det svenska anfallet krävde ryssarna att danskarna skulle hålla sitt löfte och att Danmark-Norge måste gå med i kriget. När kung Gustav III den 21 augusti fick detta meddelande utbrast han "Jag är räddad!". Orsaken till kungens ord var att ett myteri hade brutit ut inom armén i Finland. 112 officerare hade gått samman i Anjalaförbundet och erbjudit Ryssland fred, mot att Sveriges gränser från innan Freden i Åbo 1743 hade återställts. Detta hade Ryssland vägrat, och Gustav kunde nu mot bakgrund av det danska anfallet lämna krigsskådeplatsen i Finland utan att det såg ut som en flykt. 
Kungen reste genast tillbaka till Stockholm efter att ha lämnat det militära befälet till sin bror, hertig Karl. Väl hemma reste han till Dalarna och fick flera frikårer att ställa upp till landets försvar mot danskarna. Trots starkt stöd hade Sverige inte mer än cirka 10 000 man och måste dela dessa med försvar i Skåne, Jämtland och västkusten.

### Norrmännen anfaller Jämtland
Jämtland tycktes kunna vara lätt att inta, då större delen av dess soldater hade skickats till Stockholm. Den norska armén under general Kornbakk bestod av 2700 man dragoner, soldater och skidlöpare vilka fördelades i tre divisioner. En av dessa lämnades i Stjørdal, en andra i Verdal men bortåt 1000 man under överste Ryn gick upp till Sul. Därifrån gick major Hornemann med 200 soldater ur den nordanfjällska skidlöparebataljonen över gränsen den 23 september, och var kl 11 om natten framme i Skalstugan. Efter en vilodag ryckte norrmännen fram till Medstugan där de fattade posto. Den 27 september fortsatte emellertid Hornemann med sina officerare till Bodsjövadet (Bodsjöedet) som ligger 4 1/2 mil hitom riksgränsen.

#### Försvaret av Jämtland
Norrmännens hastiga marsch från Trondheim till Verdalen uppmärksammades av borgaren i Östersund, Zakarias Wiklund under vistelse i Stjördal. Han underrättade genast Johan Herman Tideman på Rödön, vilken var ryttmästare för Kavalleriet i Jämtland.
Försvararna låg inte overksamma. Ryttmästare Tideman, kommendant Milde samt befallningsman Peder Lidsten samlades till krigsråd och beslöt kalla tillgänglig militär och vapenför allmoge till Jerpe skans, dit åtta falkonetter också dirigerades från den centrala depån Kronstad skans. Vid Jerpe ödelagda skansar formerades defensionspunkter och snart var falkonetterna uppställda och försedda med 10 centner krut, kulor och 2 400 karduser. Allmogen beordrades infinna sig försedd med tjära och borstar samt med kök, dvs matsäck för tre veckor.
Den 26 september brändes nya bron över strömmen, och av virket flottades en del till skansens norra sida där det kom att användas till bröstvärn. Skansens försvarare slog upp 13 bröstvärn på norra stranden och även mot stora vägen, allt gick snabbt men så hade också 1 960 man samlats vid Jerpe Skans under dessa nervösa dagar. Ledande officerare var major Eric Örbom, major Gyllenhaal, kapten Planting och kornett Nandelstedt, vilka vid sin sida hade några avdankade underofficerare. Förutom dessa hade även prosten Söderberg infunnit sig jämte adjunkt, och i övrigt fanns såväl fältskären Pilo som en fältsmed. Bostäder för den stora mängden människor synes ha ordnats genom anläggande av 200 granriskojor med mera.

#### Norsk reträtt
På de norskes anstalter kunde väl märkas at de hade alfar med at infalla i landet. Sedan de norska kunskaparna hämtat underrättelse om att jämtarna kunde försvara sig, fick norrmännen under Horneman dock order av von Krogh att retirera. Major Horneman återgick då till Skalstugan varifrån hela den norska styrkan den 29 september drog sig tillbaka över gränsen.

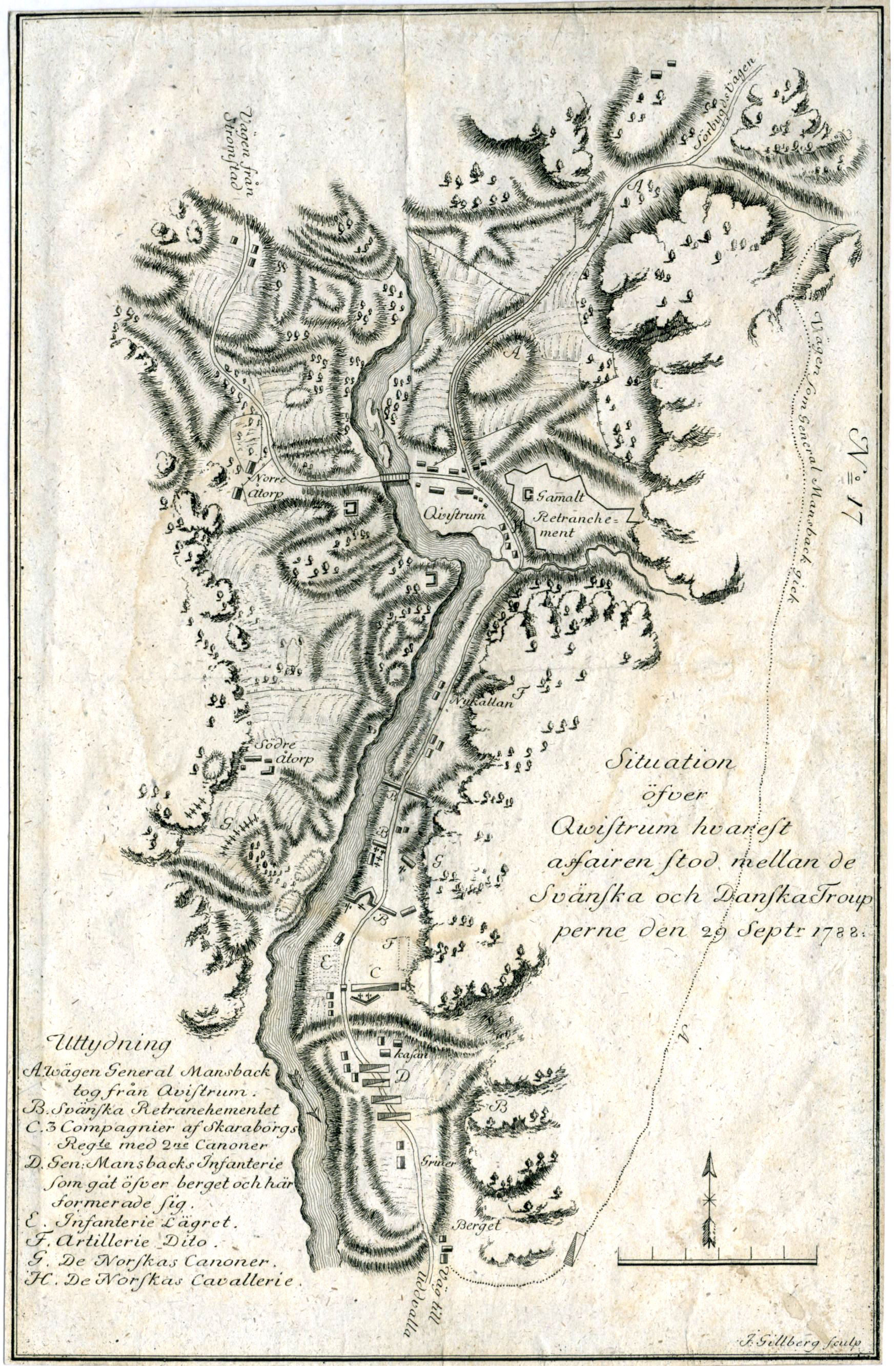
Samtida karta över slagfältet vid Kvistrum 1788. Källa krigsarkivet

### Norrmännen anfaller Bohuslän
Den norska styrkan på 7 500 man, under befäl av prins Karl av Hessen föll från Norge in i Bohuslän den 24 september och avancerade snabbt mot Vänersborg vid Vänerns sydspets mot ett svagt svenskt motstånd. Översten Johan Werner Tranefelt måste förskansa sig i Kvistrum norr om Uddevalla med sina 700 man men besegrades den 29 september av en mycket större norsk trupp under generalmajoren Mansbach i slaget vid Kvistrum. På en vecka intog norska trupperna Uddevalla, Vänersborg och Åmål och begärde den 6 oktober att staden Göteborg skulle ge upp.

#### Försvaret av Göteborg – förhalning och hot
Gustav III anlände fredagen den 3 oktober till staden från Dalarna och ingrep resolut; han avskedade den passive kommendanten generallöjtnanten Anders Rudolf Du Rietz och utnämnde generallöjtnanten Johan Sparre af Söfdeborg i hans ställe. Tidningen Götheborgs Allehanda skrev i en artikel den 7 oktober 1788 i patriotisk anda:
| ”                                              | Förleden Fredags afton ankom wår allernådigste Konung oförmodat til Staden. Han behöfde ej Konungslig Pompe - wåra hjertan lärde oss ändå at det war GUSTAF... Och wi hoppas at hämndens Gud (genom de ferma och wiga anstalter som nu widtagits) straffar den fiendtlige Grannens försök. Medborgare, erindren Er, at Monarkens ära är förenad med fosterlandets och Eder egen! och då Ni dragen Swärdet påminnen Eder, at lifwet är intet utom äran! | „ |
| – Götheborgs Allehanda, 7 oktober 1788, sid 3. | |   |

Göteborgs försvar rustades nu upp i snabb takt, och man utökade exempelvis Göteborgs borgerskaps militärkårer med ytterligare artilleri. Förstärkningstrupper anlände också från flera håll, så att staden snart befann sig i ganska gott försvarsskick. En stor hjälp var att man den 15 augusti hade erövrat den ryska fregatten Kilduin utanför Skagen. Detta fartyg innehöll hela 128 kanoner och 16 000 kanonkulor samt 500 gevär. Något som nu kom till användning i Göteborg.  Gustav III höll ett manande tal till magistraten och borgerskapet och tog löfte av både dem och garnisonen att försvara staden till sista blodsdroppen. Kungen skrev till riksdrotsen: "Om så god vilja varit i Finland som här, hade vi varit mästare av Petersburg."
Något slag om Göteborg blev det dock aldrig. Gustav III fick nämligen hjälp från Storbritannien och Preussen, som stod i förbund sinsemellan och var angelägna om att dra Sverige undan Frankrikes inflytande och över på sin sida. En brytning hade nämligen inträtt mellan Preussen och Ryssland, då det visade sig att Katarina II försökte tränga ut Preussen från inflytande i Polen.
Storbritannien hade vid denna tid en minister i Köpenhamn som hette Hugh Elliot. Utan att ha fått order av sin regering företog sig Elliot att resa till Karlstad. Där hade han hade ett samtal med Gustav III, vilket slutade med att kungen accepterade Storbritanniens och Preussens medling mellan Sverige och Danmark. Från Karlstad skrev Elliot sedan både till prinsen av Hessen och till Andreas Peter Bernstorff för att hejda den danska arméns framryckning. Elliot förklarade att om det kom till strid skulle han själv hjälpa till att försvara Göteborg. Han hotade dessutom med krig från både Storbritanniens och Preussens sida.
Den 9 oktober medlade Elliot fram ett kort vapenstillestånd med den danske befälhavaren. Kort därefter fick Danmark bevis på att det var allvar med Elliots hotelse. Fredrik Vilhelm II tillställde själv danska regeringen en anmaning att omedelbart dra tillbaka sina trupper från Sverige och ingå stillestånd. I annat fall skulle en preussisk kår inrycka i Holstein, och med den skulle hannoveranska trupper för Storbritanniens räkning förena sig.
Den norska hären avtågade till slut den 12 november mot Norge. Stilleståndet förlängdes under medverkan bland andra av det preussiska sändebudet greve Adrian Heinrich von Borcke i omgångar till i maj följande år. 
Det var bekvämt för Sverige att striderna slutade så tidigt eftersom det betydligt mer aktiva kriget mot Ryssland fortfarande pågick i Finland. Framgången kunde dock ha gått helt om intet när det avslöjades att en löjtnant Lars Benzelstierna, med kungens godkännande, planerat att bränna de sju ryska fartygen i Köpenhamn, men han avslöjades och planen genomfördes aldrig.
Den anfallande norska hären förlorade bara åtta man genom stridshandlingar. Varken den norska eller svenska populärbenämningen (se nedan) speglar dock det verkliga lidandet, till exempel att norska hären förlorade 1 500–3 000 man genom sjukdomar. Först den 9 juli 1789 gav danskarna formellt upp inför den samlade övermakten (Storbritannien, Preussen och Sverige) och avgav en neutralitetsdeklaration eftersom ett egentligt fredsfördrag inte krävdes.

## Krigets benämning
Senare tiders benämning på detta krig – Teaterkriget – relaterar till att det i praktiken blev mer ett skådespel än stora bataljer. I Danmark och Norge kallas detta kriget Tyttebærkrigen ("Lingonkriget"), vilket anses bero på att de norska trupperna inte ville plundra svenska gårdar utan levde på lingon, bär och annat de hittade.